# Андрейченко, Павел Фёдорович
Павел Фёдорович Андрейченко (10 ноября 1930, Днепропетровск — 16 июня 2001, Кишинёв) — советский и молдавский танцор и киноактёр, исполнитель цыганских танцев. Народный артист Молдавской ССР (1967).

## Биография
Родился 10 ноября 1930 года в Днепропетровске, Украинская ССР, предположительно из русских цыган.
Когда началась Великая Отечественная война ему было 10 лет, познал ужасы фашистской оккупации, осенью 1943 года при освобождении Красной Армией:

…к полку, если там можно сказать, прибился 13-летний мальчик Павел Андрейченко, который был зачислен в воспитанники (сыном полка), и продолжил с нами боевой путь…— Н. И. Ященко, командир 73-й гвардейской стрелковой дивизии
«Сын полка» в 73-й гвардейской стрелковой дивизии, участник форсирования Днестра, дошёл до Югославии, где в октябре 1944 года под Белградом был контужен, госпитализирован. Был представлен к медали «За отвагу», но не успел её получить. Уже после войны награждён юбилейным Орденом Отечественной войны I степени.
Именно будучи «сыном полка» стал артистом — чрезвычайно подвижный и пластичный мальчик был направлен танцором в ансамбль художественной самодеятельности дивизионного клуба под руководством майора Белоцерковского, проходил обучение у артистов ансамбля, участвовал в концертах.
После войны окончил в 1948 году Днепропетровскую хореографическую школу.
Известный исполнитель цыганских танцев, работал солистом академического ансамбля «Жок» (1949—1963), солист танцевальной группы оркестра народной музыки «Флуераш» при Национальной Филармонии (1963—1973), с 1973 года руководил ансамблем народного танца «Миорица». Член КПСС с 1964 года.
Снимался в фильмах киностудии «Молдова-фильм», наиболее известен ролью в фильме «Табор уходит в небо».
С 1990 года был бессменным президентом общественно-культурного общества «Romii Moldovei».
Умер 16 июня 2001 году в Кишинёве.

## Награды
- Орден Отечественной войны I степени (1985, № 5332513)
- Орден «Знак Почёта» (1986, № 1557469)
- Орден «Трудовая слава» (1999, № 0967)

## Фильмография
- 1966 — Красные поляны — Зархир, колхозник
- 1971 — Лаутары — эпизод
- 1976 — Случай на фестивале — ремонтник
- 1976 — Табор уходит в небо — Талимон
- 1980 — У Чёртова логова — эпизод
- 1981 — Переходный возраст — худрук
- 1984 — Как стать знаменитым — эпизод
- 1988 — Радости земные — пьяница
- 1993 — Я виноват — Бабач